# Biatas nigropectus
A Biatas nigropectus a madarak osztályának verébalakúak (Passeriformes) rendjébe és a hangyászmadárfélék (Thamnophilidae) családjába tartozó Biatas nem egyetlen faja.

## Rendszerezése
A fajt Frédéric de Lafresnaye francia ornitológus írta le 1850-ben, az Anabates nembe Anabates nigro-pectus néven.

## Előfordulása
Dél-Amerikában az Atlanti-óceán partvidékén, Argentína északi és Brazília déli részén honos. A természetes élőhelye a szubtrópusi vagy trópusi síkvidéki esőerdők. Állandó, nem vonuló faj.

## Megjelenése
Testhossza 17-18 centiméter. A hím feje fekete, a tojóé vörösesbarna. Vörösesbarna a szárnya és a farka. Fehér a fül-fedőtolla és az áll, halvány barnássárga nyakszirti gallért visel. Fekete a torka és a mell.

## Életmódja
Valószínűleg rovarokkal és más ízeltlábúakkal táplálkozik.

## Természetvédelmi helyzete
Az elterjedési területe nem nagy és csökken, egyedszáma tízezer alatti és csökken. A Természetvédelmi Világszövetség Vörös listáján sebezhető fajként szerepel.

## Külső hivatkozások
- Képek az interneten a fajról
- Internet Bird Collection - videók a fajról
- Xeno-canto.org - a faj hangja és elterjedési területe